# Borsonia hirondelleae
Borsonia hirondelleae é uma espécie de gastrópode do gênero Borsonia, pertencente a família Borsoniidae.